# Cassipora (dorp)
Cassipora is een dorp in het district Para in Suriname dat ligt tussen de Cassiporakreek en het recreatiegebied Blaka Watra.
In het dorp wonen inheemse Surinamers van het volk Arowakken. In de nabijheid ligt de Jodensavanne met daarnaast Cassiporabegraafplaats. In de buurt bevond zich de houtplantage Salem.
De kapitein (dorpshoofd) van Cassipora sinds juni 2011 is Muriël Fernandes (stand augustus 2021).
Het dorp heeft sinds 2002 het beheer over het recreatieoord Blaka Watra.

## Geboren
- Albert Sabajo (1947-2018), surinamist en musicus